# Philocheras echinulatus
Philocheras echinulatus is een garnalensoort uit de familie van de Crangonidae. De wetenschappelijke naam van de soort is voor het eerst geldig gepubliceerd in 1862 door M. Sars.